# Death Row: The Lost Sessions Vol. 1
Death Row: The Lost Sessions Vol. 1 è un album di raccolta del rapper Snoop Dogg, pubblicato nel 2009.

## Tracce
1. Soldier Story (Intro) – 1:49
2. Doggystyle – 5:34
3. Fallin' Asleep On Death Row – 2:03
4. Eat a Dick – 2:54
5. Hoez (featuring tha Dogg Pound) – 4:53
6. Keep It Real Dogg – 4:32
7. O.G. (Original version featuring Nate Dogg) – 5:35
8. One Life to Live (featuring the Lady of Rage & Techniec) – 5:17
9. The Genie (featuring Bad Azz) – 4:48
10. Funk With Ya Brain (Interlude) – 2:32
11. Caught Up – 4:40
12. Put It In Ya Mouth – 5:32
13. Gravy Train (featuring Bad Azz & Tray Deee) – 3:05
14. Life's Hard (Dedicated to 2Pac) (featuring K-Ci & JoJo & Big Pimpin') – 4:47
15. The Root of All Evil (Outro) – 4:43